# Льянера-де-Ранес
Льянера-де-Ранес (валенс. Llanera de Ranes, ісп. Llanera de Ranes) — муніципалітет в Іспанії, у складі автономної спільноти Валенсія, у провінції Валенсія. Населення — 1119 осіб (2010).

## Географія
Муніципалітет розташований на відстані близько 310 км на південний схід від Мадрида, 55 км на південь від Валенсії.

## Демографія
Динаміка населення (INE ):

## Галерея зображень

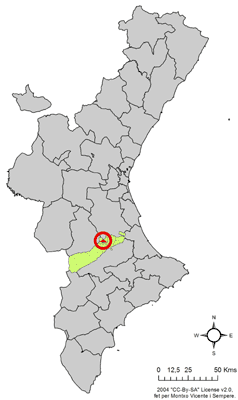
Розташування муніципалітету Льянера-де-Ранес у автономній спільноті Валенсія
Розташування муніципалітету Льянера-де-Ранес у комарці Ла-Костера